# Mesic
Mesic – miasto w Stanach Zjednoczonych, w stanie Karolina Północna, w hrabstwie Pamlico.